# Frontin'
Frontin' è un singolo del rapper e produttore discografico Pharrell, pubblicato il 3 giugno 2003 come secondo estratto dal primo album dei The Neptunes The Neptunes Present... Clones.
Frontin’, che rappresentava il primo singolo da solista di Pharrell, fu un ottimo successo negli Stati Uniti arrivando ad essere il trentaquattresimo disco più venduto del 2003, secondo la rivista Billboard, e fu inserito nell'album The Neptunes Present... Clones, che debuttò al primo posto degli album più venduti nell'agosto del 2003. Il singolo vanta la collaborazione di Jay-Z.

## Video musicale
Il video prodotto per Frontin’ è stato diretto da Paul Hunter, e trasmesso per la prima volta nel luglio del 2003. Nel video Pharrell è ad un party in casa, in cui sono presenti numerose ragazze (le due "principali" sono Lanisha Cole e Lauren London). Nel video compare anche Jay-Z, che compare anche nel brano.

## Cover
Nel 2004 il brano è stato interpretato dal cantante jazz Jamie Collum, durante una trasmissione della radio BBC Radio 1, davanti a Pharrell, che rimase molto impressionato della cover. In seguito Collum firmò un contratto con l'etichetta Star Trak. La canzone è stata cantata anche dai Maroon 5 featuring Chad ed il rapper Mos Def.

## Tracce

### CD singolo
1. Frontin’ (feat. Jay-Z) (Radio Edit)
2. Hot Damn (feat. Ab Liva)
3. Popular Thug (Kelis feat. Nas)
4. Frontin’ (Video)

## Classifiche
| Classifica                           | Posizione più alta |
| ------------------------------------ | ------------------ |
| U.S. Billboard Hot 100               | 5                  |
| U.S. Billboard Hot R&B/Hip-Hop Songs | 1                  |
| U.S. Billboard Hot Rap Tracks        | 1                  |
| Australia                            | 28                 |
| Belgio                               | 33                 |
| Danimarca                            | 12                 |
| Paesi Bassi                          | 21                 |
| Regno Unito                          | 6                  |
| Svezia                               | 49                 |
| Svizzera                             | 23                 |